# 제노블레이드 크로니클스 2: 황금의 나라 이라
《제노블레이드 크로니클스 2: 황금의 나라 이라》는 모놀리스 소프트가 개발하고 닌텐도가 배급한 2018년 액션 롤플레잉 게임이다. 2017년 게임 《제노블레이드 크로니클스 2》의 확장팩으로, 독립적인 다운로드 가능 콘텐츠로 출시됐다.
시간대상 《제노블레이드 크로니클스 2》의 약 500년 전 이야기를 다룬다. 게임플레이상으로 본편과 유사하나 캐릭터와 팀을 버튼 하나로 교체할 수 있는 등 사용자 인터페이스에 개선점을 가한 것이 특징이다.

## 개발 및 출시
《제노블레이드 크로니클스 2: 황금의 나라 이라》는 2018년 9월 14일 본편의 익스팬션 패스로서 디지털로 먼저 발매됐으며, 이후 9월 21일 패키지판이 출시됐다.

### 음악
본편 《제노블레이드 크로니클스 2》에 참여한 미츠다 야스노리와 다수 작곡가들이 해당 DLC를 신곡 11종을 작곡했다.

## 반응
리뷰 애그리게이터 웹사이트 메타크리틱에서 《제노블레이드 크로니클스 2: 황금의 나라 이라》는 100점 만점에 80점을 기록하며 "대체적으로 긍정적인 평가"를 받았다.

## 참조

### 내용주
1. ↑  영어: Xenoblade Chronicles 2: Torna – The Golden Country, 일본어: ゼノブレイド２　黄金の国イーラ